# 阿克沙區

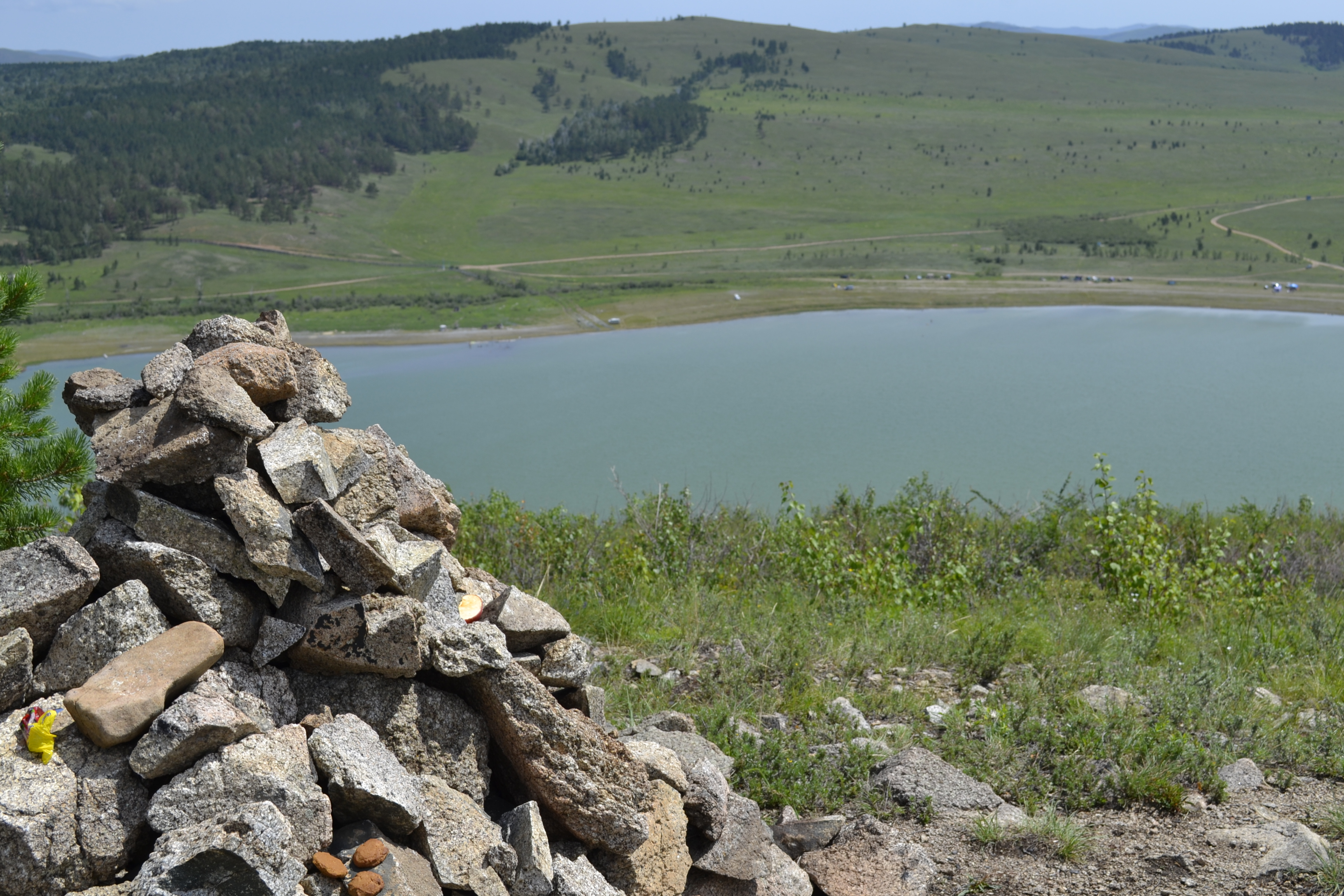

50°18′N 113°08′E / 50.300°N 113.133°E
阿克沙區（俄语：Акшинский район），是俄羅斯的一個區，位於該國西部，由外貝加爾邊疆區負責管轄，始建於1926年3月4日，面積7,400平方公里，2010年人口10,682，人口密度每平方公里1.44人。